# Szászország történelme

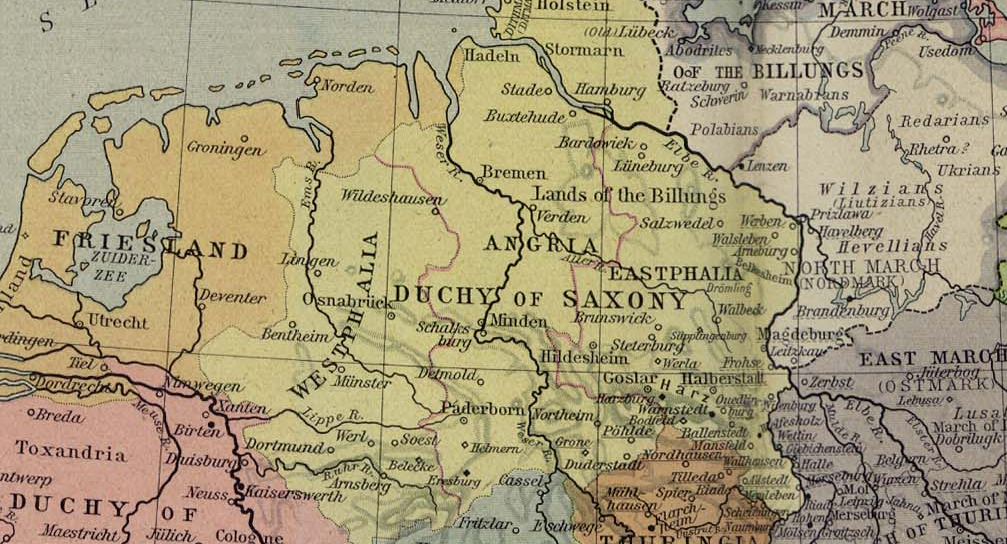
A Szász hercegség 919–1125 között

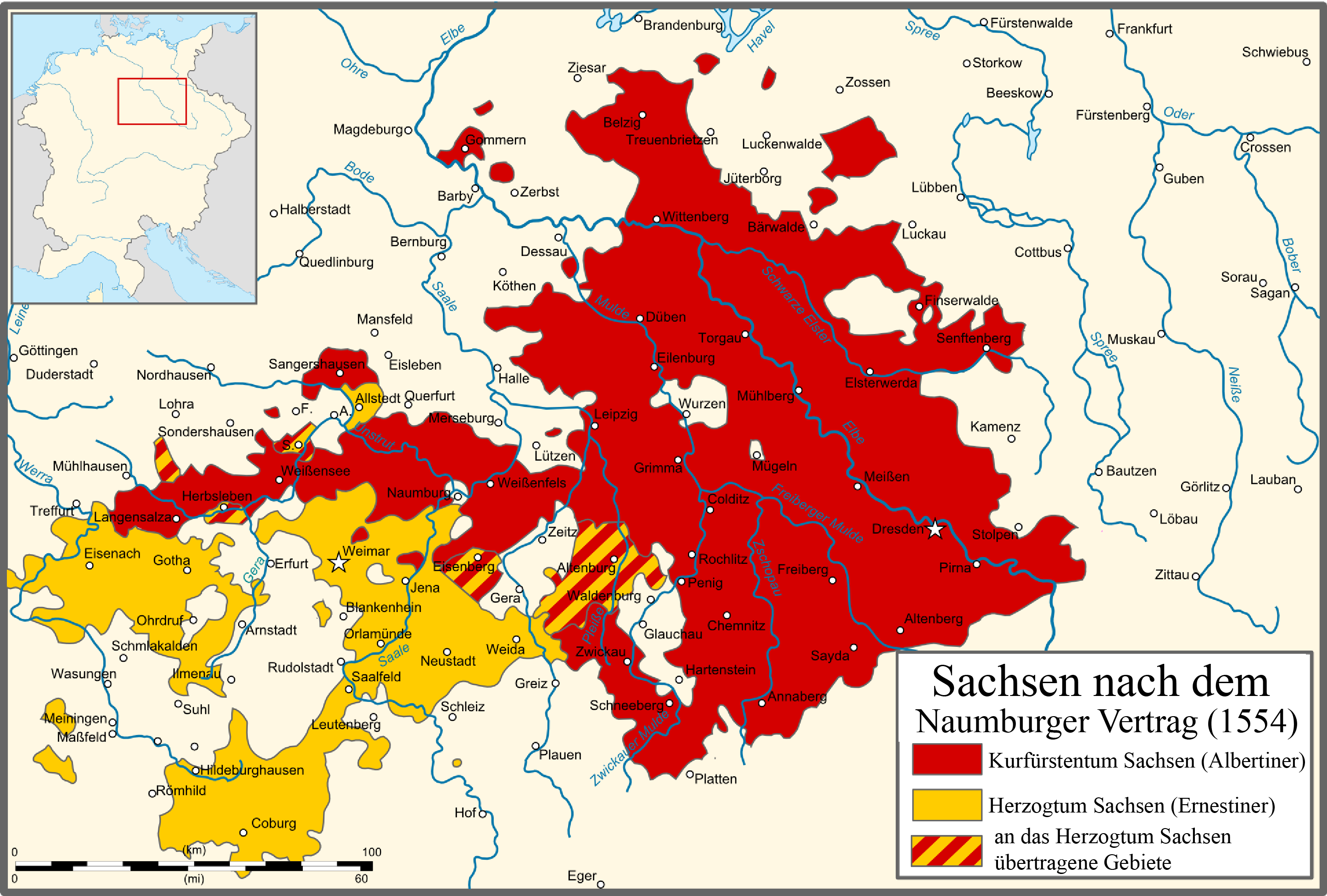
Szászország a naumburgi szerződés (1554) után

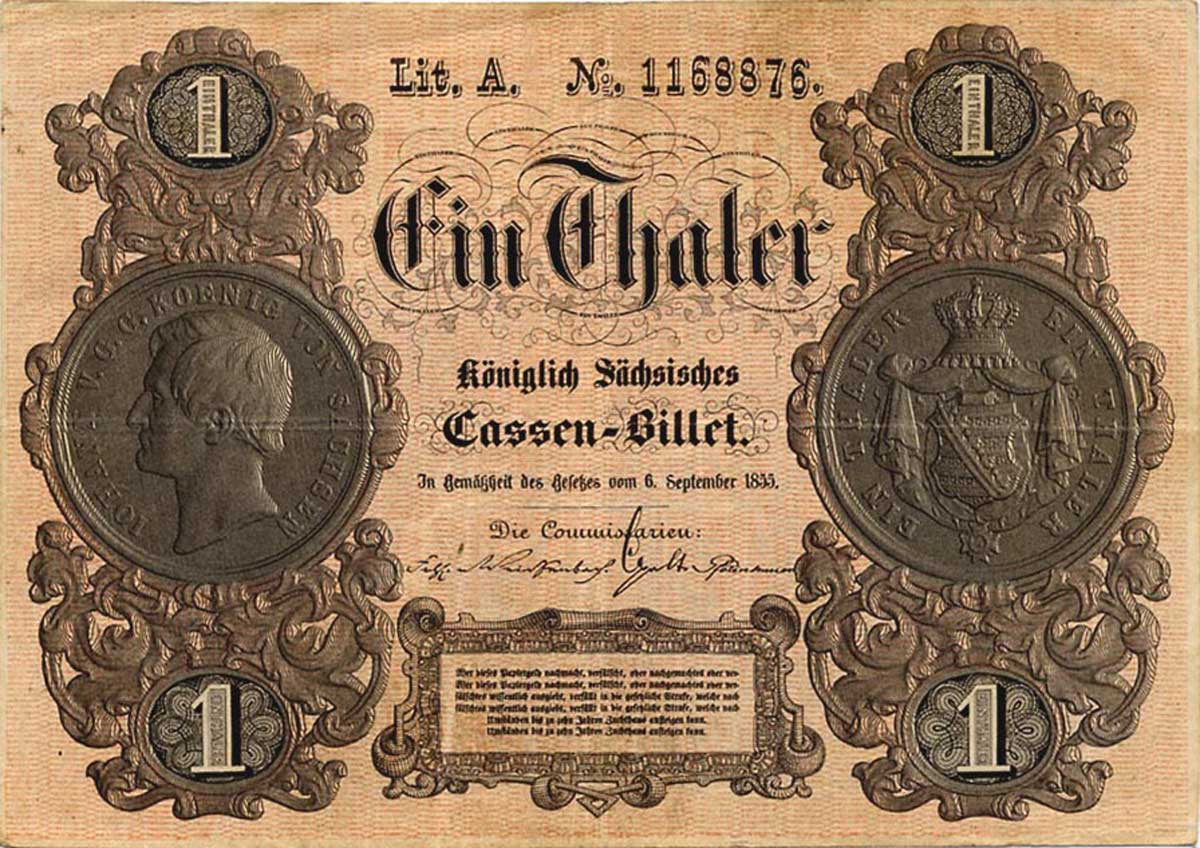
1855. szeptember 6-án kiadott 1 talléros

Szászország mindig gazdag és erős terület volt. A vidéket egykor pogány szlávok lakták, de a hospes mozgalomnak köszönhetően a szlávok helyét keresztény német lakosság vette át.
Az 1356-os Német Aranybulla Szászországot a Német-római Birodalom egyik választófejedelemségévé tette, így jelentősége megnőtt.A tartomány volt a kiindulópontja a Luther Márton-féle reformációnak, a lakosság egy része protestáns lett. Uralkodói gyakran emelték fel szavukat a protestánsok érdekében.
A porosz terjeszkedés miatt Szászország veszített jelentőségéből és az 1871-ben megalakult Német Birodalom egyik szövetségi államává vált. A második világháború után a NDK része lett, ma pedig Németország egyik szövetségi állama.

## A kezdetektől a fénykorig
A mai Szászország tartomány története az egykori Meißeni Őrgrófságra vezethető vissza. A Wettin-házból származó szász uralkodók már 1123 óta kormányozták a tartományt, számos címet és jogot, például a császárválasztás jogát (Kurwürde), szereztek meg az évszázadok alatt, a család egyik ágának tagjai még a türingiai miniállamok uralkodói címét is megszerezték. 1815-ben Szászországnak jelentős területeket kellett átadnia a terjeszkedő Poroszországnak.
A mai Szászország területét egykor szláv népek lakták, akiket a németek 930 körül megindult keleti területfoglalásaik során űztek el. Az egykori szláv lakosság emlékét őrzi számos szláv hangzású és eredetű személy és helységnév a tartományban, illetve a Drezda környékén élő szorb kisebbség.
A 10. századi terjeszkedésük során a németeknek sikerült kiszorítani a szláv törzseket az Elba feléjük eső oldaláról, az ott maradottakat pedig kereszténységre térítették. Míg az északabbra élő szlávság komoly ellenállást mutatott a német terjeszkedéssel szemben, a Szászországi szlávok felkelései a német uralom ellen elmaradtak, illetve visszafogottak maradtak. A cseh határvidék szláv népei hamar megbékéltek a német urakkal. Megkezdődött a városok és püspökségek kiépítése, jelentős érdemeket szerzett ezen a téren Gero őrgróf, akinek a nevéhez a zeitzi, merseburgi, meißeni és lausitzi székek megszervezése fűződik.
A Meißeni Őrgrófság, amely eredetileg Daleminzen és Nisanen szláv kerületeket foglalta magába, a megalakuló Szász Királyság központjává vált. A Szász-családból származó császárok kezdetben számos nemesi család tagjait ültették a szász őrgrófi székbe, köztük I. Ekkehardot, aki II. Henriktől próbálta elvitatni a császári koronát. A belviszály oda vezetett, hogy Lengyelország megszállta Lausitz tartományt, és határait a meißeni határvidékig előretolta.
1123-ban Konrád von Wettin gróf a szász Lothar herceg támogatásával megszerezte a tartomány uralkodói címét, melyet a család 1918-ig meg is tartott. A gróf uralkodásának kezdetével megkezdődött Drezda, az egykori szláv falu várossá szerveződése.
Konrád király és utódai hamar meghódították a környező területeket, köztük Zwichau környékét és a keleti vidéket Lipcséig. Uradalmuk hamarosan kiegészült Lajos király türingiai örökségével, ezzel a Wettin család hatalma kiterjedt az Oder folyótól a Werráig, valamint az Érz-hegységtől a Harz hegységig. Egy nagyobb területű, egységes állam kialakítását a gyakori örökösödési viták akadályozták meg.
Szászország a nevét csak a 15. században kapta meg, melyet a korábbi alsószász hercegségtől kölcsönzött, melyet 1260-ban Szász-Wittenberg és Szász-Lauenburg tartományokra osztottak fel Oroszlán Henrik hatalomtól való megfosztása után. Az ezeken a területeken uralkodó Askaniai család az 1356-os német aranybullában megkapta a császárválasztási jogot, a család azonban 1422-ben kihalt. A szász választójog így átszállt a Wettin-család grófjaira.
1485-ben a Wettin-család két ágra szakadt: az Ernő- és az Albert-ágra. Utóbbi megtartotta a Meißen feletti uralmat. A schmalkaldeni szövetség elleni háború eredményeként – az 1547-es mülhbergi csata után – V. Károly császár lemondásra kényszerítette a vele szembeszálló (Ernő-ági) I. János Frigyes választófejedelmet. Az Ernő-ág uralkodóinak le kellett mondaniuk a császárválasztás jogáról az Albert-ág javára. A császár a vele szövetséges Móric szász hercegnek adta a választófejedelem címét és az Ernő-ági birtokok nagy részét (naumburgi szerződés, 1554). Ettől kezdve az Ernő-ág uralma csupán a türingiai területekre korlátozódott. Ezzel megkezdődött Szászország felemelkedése.

## A reformáció és a harmincéves háború
Szászország a reformáció során a lutheri protestáns irányzatot vette fel, melyhez a reformáció és a vesztfáliai béke közötti időszakban a szász uralkodók az egyébként katolikus Ausztriával és más protestáns fejedelemségekkel való szövetkezés között ingadozott. Szászország felesküdött a lutheri reformációra, mely részben a kálvinizmus elleni küzdelmet szolgálta.
Szászország nem lépett be a Protestáns Unióba, és a harmincéves háború kitörésekor I. János György szász választófejedelem sokáig még segített is a katolikus Ferdinánd császárnak Szilézia és Lausitz lerohanásában. Utóbbi területéről Ausztria lemondott Szászország javára.
Formális semlegességét 1631-ben adta fel, miután Tilly császári marsall csapatai bemasíroztak az országba, és módszeresen dúlni kezdték. A harcok során a szász választó csapatai Csehországot is megtámadták, de onnan gyorsan visszaverték őket.
Az 1635-ös prágai béke jelentős javadalmakat juttatott a választófejedelemnek Felső- és Alsó-Lausitz tartományokban. Ekkor Szászország kilépett a protestáns szövetségből, de ezzel kiprovokálta a svéd támadást. A háború végére Szászország közel hárommilliós lakossága majd' a felére zsugorodott.
Szászország azonban hamar felépült, és II. János György, III. János György és IV. János György uralkodók alatt a francia és olasz művészet német központjává vált.

## Perszonálunió Lengyelországgal
I. Frigyes Ágost (1674–1733), ragadványnevén Erős Ágost (August der Starke) szász választófejedelem pompaszeretetéről volt híres. Szenvedélyeit többek közt azzal finanszírozta, hogy Szász-Lauenburgot eladta Braunschweignek, és még a katolikus hitre is hajlandó volt áttérni csak azért, hogy királyi koronát hordhasson. Így 1697-ben a lengyel szejm II. Ágost néven Lengyelország királyává választotta.
Drezdát Erős Ágost uralkodása alatt építették át barokk stílusúra, így nyervén el a későbbi „Elbai Firenze” (Elbflorenz) becenevet. A város gyönyörűségéből sajnos csak töredékek maradtak meg, mivel egy 1945-ös szövetséges bombatámadás óvárosát a földdel tette egyenlővé.
A lengyel korona ideiglenes megszerzése eredményeként Szászország számos háborúban vett részt az időszakban. Oroszország és Dánia oldalán például a szászok Svédország ellen küzdöttek. A harcok során sokszor szenvedtek vereséget. XII. Károly svéd király többször letétette II. Ágostot a lengyel királyi trónról. A lengyel rendek engedelmeskedtek a svéd királynak és lemondatták Ágostot, mivel attól tartottak, hogy továbbörökölteti a koronát. Helyette a lengyel, Stanisław Leszczyńskit választották királyukká. Ausztria és Oroszország beavatkozása miatt azonban Ágost haláláig lengyel király maradhatott, és Krakkóban helyezték örök nyugalomra. Halála (1733) után kitört a lengyel örökösödési háború, amelynek eredményeképpen a Habsburg–orosz szövetség elüldözte a franciák által támogatott Stanisław Leszczyńskit, és mind a szász, mind a lengyel trónra II. Ágost hasonnevű fiát, III. Ágostot juttatták.
Az új uralkodó (II. Frigyes Ágost néven szász választófejedelem) Mária Jozefa főhercegnő, I. József császár leányának férje volt. Az osztrák örökösödési háborúban hiába próbálta megszerezni Mária Terézia osztrák uralkodó főhercegnőtől Csehországot.
A szász uralkodó a hétéves háborúban is hiába próbált egyik oldalról a másikhoz szegődni előnyökért; 1756-ban Nagy Frigyes csapatai megszállták és kifosztották az országot. II. Frigyes Ágost halálával a lengyel kapcsolatok is megszűntek.

## Szászország a napóleoni háborúkban
A Franciaország elleni intervenciós háborúban Szászország először függetlenséget hirdetett (1796-ban), 1806-ban azonban Poroszország oldalára állt Napóleon ellen. A poseni béke megkötésével Szászország belépett a Rajnai Szövetségbe. Egyidejűleg III. Frigyes Ágost választófejedelem felvehette Szászország királyának címét, I. Frigyes Ágost néven. Az újonnan kikiáltott királyság uralkodója Napóleon jóváhagyásával megkapta az újonnan formált Varsói Hercegség (Herzogtum Warschau) uralkodói címét is, amely így perszonáluniót alkotott Szászországgal. A szász csapatok ezután Napóleon császár oldalán harcoltak Ausztria, Tirol és az Orosz Birodalom ellen.
1813-ban a szász uralkodó, I. Frigyes Ágost király kapcsolatokat keresett Ausztriával, ezt Napóleon nem nézte jó szemmel. A Szász Királyság megmaradt ugyan Napóleon szövetségében, de az ebben az évben zajló lipcsei „népek csatája” során a szász csapatok átpártoltak a Napóleon-ellenes szövetség oldalára. A győztesek a szász uralkodót mégis hadifogolyként kezelték, országát egy orosz katonai kormányzó alá rendelték, aki átadta a kormányzás jogát Poroszországnak. A poroszok megpróbálták Szászországot bekebelezni.

## Szászország a bécsi kongresszus utáni időszakban
A bécsi kongresszuson Talleyrand és Metternich Szászország beolvasztása ellen léptek fel, melynek azonban mégis jelentős területeket kellett átadnia Porosz Királyságnak, ezzel a Szász Királyság területe felére csökkent. Amikor a szász katonák a porosz Blücher tábornagy előtti díszszemlén emiatt zúgolódtak, a tábornagy a nemtetszésüknek hangot adó katonákat agyonlövette.
A polgárság erősödése és az iparosodás nyugtalanságot hozott Szászországba. Már 1830-ban kitörtek az első polgári zavargások. Ennek eredményeként vezették be az ország első alkotmányát, és megalakult az első alkotmányos Landtag (Tartományi Gyűlés).
1848-ban Szászországban is felkelt a polgárság. Május 3-án véres felkelés zajlott Drezdában. Az uralkodócsalád Königstein várába menekült. A fenyegetett rezsimnek porosz csapatok siettek segítségre, akik a felkelést pár nap alatt elfojtották.
A segítséget a szász uralkodócsalád nem hálálta meg: 1866-ban a porosz–osztrák háborúban a Szász Királyság az Osztrák Császárság oldalán harcolt. A háborús vereség nyomán Szászország puszta léte is veszélybe került, de Bismarck kancellár Szászország beolvasztása ellen lépett fel, és felkérte az államot a Északnémet Szövetségbe való belépésre.

## A modern Szászország
A Szász Királyság az 1871-ben kikiáltott Német Császárság egyik szövetségi államává vált.
A munkásosztály növekedésével 1900-ban Szászország legerősebb pártja a Munkáspárt lett.
Az első világháborús vereség nyomán kitört felkelések nyomán 1918. november 13-án lemondott a trónról Szászország utolsó királya, III. Frigyes Ágost.
Az 1952-es keletnémet közigazgatási reform során megváltoztak Szászország határai, de 1990-ben a korábbi határokat visszaállították - kisebb módosításokkal.